# 37. østlige længdekreds
Den 37. østlige længdekreds (eller 37 grader østlig længde) er en længdekreds, der ligger 37 grader øst for nulmeridianen. Den løber gennem Ishavet, Europa, Asien, Afrika, det Indiske Ocean, det Sydlige Ishav og Antarktis.